# Sporting Clube de Portugal 2022-2023
Questa voce raccoglie le informazioni riguardanti lo Sporting Clube de Portugal nelle competizioni ufficiali della stagione 2022-2023.

## Stagione
La stagione 2022-2023 dello Sporting CP è l'89ª in Primeira Liga, che conferma l'allenatore ex Braga Rúben Amorim. La squadra di Lisbona, dopo aver concluso il campionato precedente in seconda posizione, si qualifica direttamente alla fase a gironi della Champions League. Il primo incontro della stagione è stato il 7 agosto e ha visto di fronte il Braga allo stadio Municipal. L'incontro, terminato sul risultato di 3-3, ha visto la squadra di Amorim passare in vantaggio tre volte per poi essere agguantata nei minuti finali. Dopo aver battuto per 3-0 il Rio Ave alla seconda giornata, ottenendo così la prima vittoria stagionale, il 20 agosto lo Sporting viene sconfitto ne O Classico dal Porto per tre reti a zero.
Il 25 agosto a Istanbul ha luogo il sorteggio dei gironi di Champions League che vede impegnati i Leões nel gruppo D con i tedeschi dell'Eintracht Francoforte, vincitori della UEFA Europa League 2021-2022, gli inglesi del Tottenham quarti classificati in Premier League e i francesi dell'Olympique Marsiglia vice campioni in Ligue 1. Il 16 ottobre, all'esordio in Taça de Portugal, lo Sporting viene eliminato a sorpresa dal Varzim per una rete a zero. Il 1º novembre lo Sporting conclude al terzo posto il girone di Champions League e si qualifica per gli spareggi di Europa League. Il 13 dicembre, con la vittoria per 5-0 sul Marítimo, lo Sporting conclude a punteggio pieno la fase a gironi di Taça da Liga. Il 19 dicembre, ancora col risultato di 5-0, i biancoverdi superano il Braga e accedono alla Final-four di Coppa di Lega.
Il 20 gennaio si conclude il girone di andata dello Sporting, che batte per 2-1 il Vizela e resta saldamente al quarto posto. Il 24 gennaio i Leões battono per 2-1 l'Arouca nella semifinale di Taça da Liga, raggiungendo così la quinta finale in sei anni. Il 28 gennaio il Porto batte 2-0 i campioni in carica dello Sporting nella finale di Taça da Liga per due reti a zero. Il girone di ritorno si apre con la vittoria per 5-0 sul Braga, la seconda con il medesimo punteggio in poche settimane contro gli arcebispos. Il 23 febbraio gli uomini di Amorim superano gli spareggi di Europa League eliminando i danesi del Midtjylland con un risultato complessivo di 5-1. Il 16 marzo lo Sporting supera gli ottavi di finale di Europa League, superando ai rigori gli inglesi dell'Arsenal, dopo che il doppio confronto è terminato sul risultato di 3-3.
Il 20 aprile, in seguito alla sconfitta complessiva per 2-1 contro gli italiani della Juventus, i Leões vengono estromessi dall'Europa League ai quarti di finale. Il 21 maggio si conclude in parità il derby de Lisboa, col Benfica che trova il 2-2 al minuto 97, spegnendo i sogni qualificazione dello Sporting, che si qualifica aritmeticamente alla UEFA Europa League 2023-2024.

## Maglie e sponsor
Lo sponsor tecnico per la stagione 2022-2023 è Nike. Lo sponsor ufficiale è Betano, quello posteriore è Super Bock.
|  | Casa |  | Trasferta |  | Terza maglia |

## Organigramma societario
Dal sito internet ufficiale della società.
Area direttiva
- Presidente: Frederico Nuno Faro Varandas
- Vice-presidenti: Francisco Albuquerque Salgado Zenha, Pedro José Correia de Barros de Lencastre, João Ataíde Ferreira Sampaio, Maria José Engrola Serrano Biléu Sancho
- Legali: Francisco André da Costa Cabral Bernardo, André Seabra dos Santos Cymbron, Miguel Ingenerf Duarte Afonso, Miguel Maria do Nascimento Nogueira Leite, Alexandre Matos Jorge Ferreira

Area tecnica
- Allenatore: Rúben Amorim

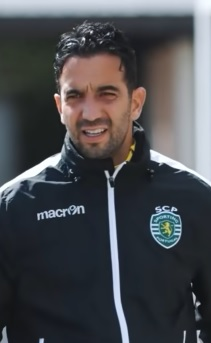
Rúben Amorim, sulla panchina dello Sporting dal 2020

- Allenatore in seconda: Carlos Fernandes
- Assistenti: Emanuel Ferro, Adélio Cândido
- Preparatore atletico: Gonçalo Álvaro
- Preparatori dei portieri: Jorge Vital, Tiago Ferreira
- Coordinatore settore giovanile: João Paulo Costa

Area scout
- Capo osservatore: Raul José
- Osservatori: José Chieira, Pedro Brandão
- Coordinatori vivaio: José Luís Vidigal, Miguel Quaresma

Management
- Direttore sportivo: Hugo Viana
- Team manager: Beto

Reparto medico
- Medico Sociale: João Pedro Araújo
- Fisioterapisti: Paulo Barreira, Hugo Fontes, Rúben Ferreira
- Scienziato sport: Alireza Rabbani

Area marketing
- Equipaggiamento: Paulinho

## Rosa

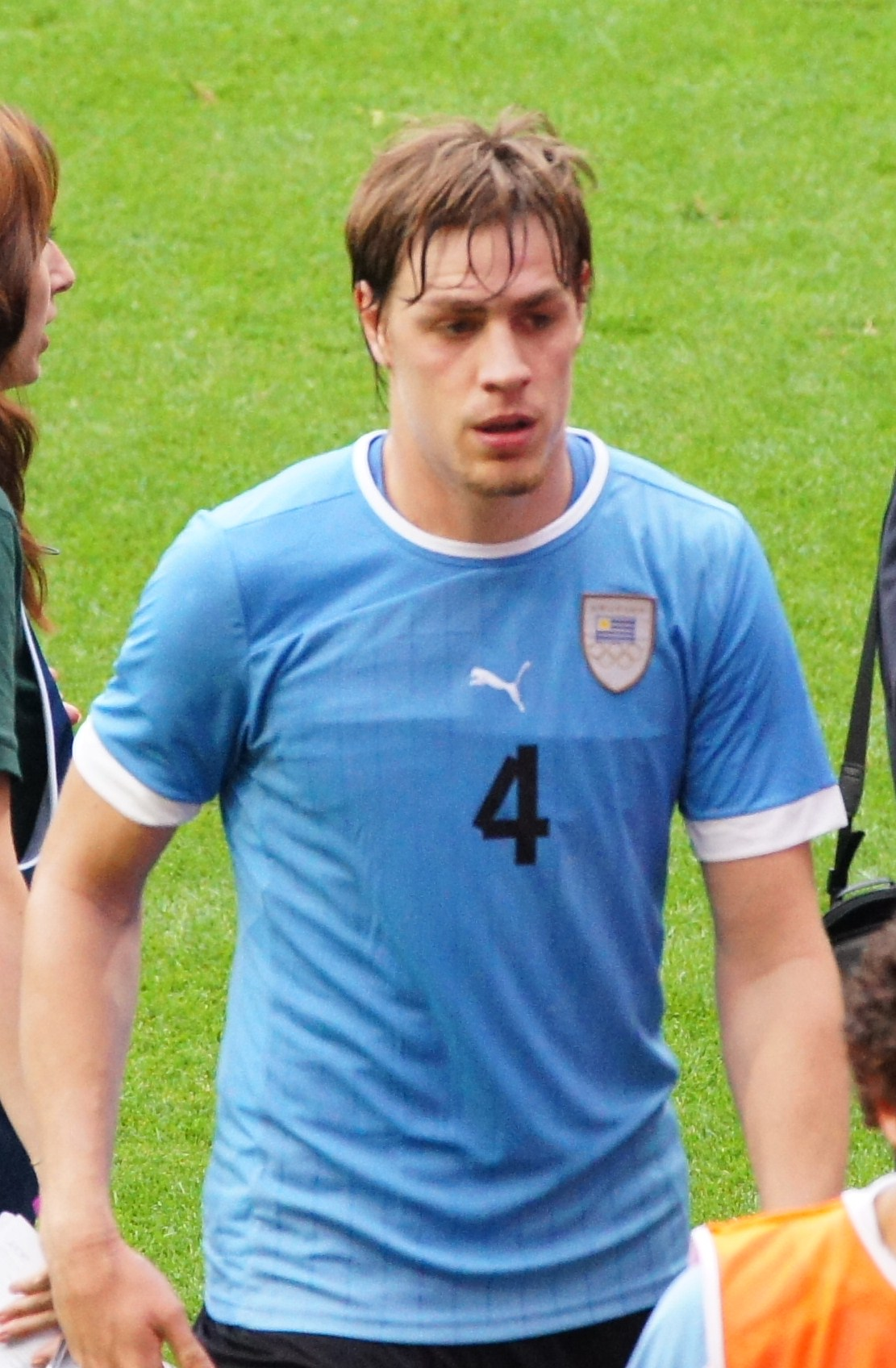
Sebastián Coates (con la maglia dell') è il capitano dello Sporting

La rosa e la numerazione sono tratte dal sito ufficiale dello Sporting Lisbona
| N. |                        | Ruolo | Calciatore                   |
| -- | ---------------------- | ----- | ---------------------------- |
| 1  | Spagna (bandiera)      | P     | Antonio Adán (vice capitano) |
| 2  | Brasile (bandiera)     | D     | Matheus Reis                 |
| 3  | Paesi Bassi (bandiera) | D     | Jerry St. Juste              |
| 4  | Uruguay (bandiera)     | D     | Sebastián Coates (capitano)  |
| 5  | Giappone (bandiera)    | C     | Hidemasa Morita              |
| 6  | Grecia (bandiera)      | C     | Sōtīrīs Alexandropoulos      |
| 8  | Portogallo (bandiera)  | C     | Matheus Nunes                |
| 10 | Inghilterra (bandiera) | C     | Marcus Edwards               |
| 11 | Portogallo (bandiera)  | A     | Nuno Santos                  |
| 12 | Uruguay (bandiera)     | P     | Franco Israel                |
| 13 | Portogallo (bandiera)  | D     | Luís Neto                    |
| 15 | Uruguay (bandiera)     | C     | Manuel Ugarte                |
| 16 | Portogallo (bandiera)  | C     | Rochinha                     |
| 17 | Portogallo (bandiera)  | A     | Francisco Trincão            |
| 18 | Nigeria (bandiera)     | A     | Abdul Fatawu Issahaku        |
| 19 | Spagna (bandiera)      | D     | Héctor Bellerín              |
| 20 | Portogallo (bandiera)  | A     | Paulinho                     |

| N. |                           | Ruolo | Calciatore       |
| -- | ------------------------- | ----- | ---------------- |
| 22 | Portogallo (bandiera)     | P     | André Paulo      |
| 23 | Portogallo (bandiera)     | C     | Daniel Bragança  |
| 24 | Spagna (bandiera)         | D     | Pedro Porro      |
| 25 | Portogallo (bandiera)     | D     | Gonçalo Inácio   |
| 26 | Costa d'Avorio (bandiera) | D     | Ousmane Diomande |
| 28 | Portogallo (bandiera)     | C     | Pedro Gonçalves  |
| 32 | Argentina (bandiera)      | C     | Mateo Tanlongo   |
| 33 | Brasile (bandiera)        | A     | Arthur Gomes     |
| 41 | Portogallo (bandiera)     | P     | Diego Calai      |
| 47 | Portogallo (bandiera)     | D     | Ricardo Esgaio   |
| 63 | Portogallo (bandiera)     | D     | José Marsà       |
| 71 | Portogallo (bandiera)     | D     | Flávio Nazinho   |
| 77 | Capo Verde (bandiera)     | A     | Jovane Cabral    |
| 79 | Portogallo (bandiera)     | A     | Youssef Chermiti |
| 82 | Portogallo (bandiera)     | C     | Mateus Fernandes |
| 84 | Portogallo (bandiera)     | D     | Dário Essugo     |
| 91 | Portogallo (bandiera)     | A     | Rodrigo Ribeiro  |

### Formazione tipo
La squadra di Amorim è stata schierata per lo più con il 3-4-3 classico. Pedro Gonçalves con 20 reti è stato il capocannoniere della squadra.
| Formazione tipo | Giocatori (presenze)   |
| --- | ---------------------- |
| Adán G. Inácio M. Reis S. Coates Arthur Ugarte Morita Pedro G. N. Santos Trincão Edwards | Antonio Adán (46)      |
| Adán G. Inácio M. Reis S. Coates Arthur Ugarte Morita Pedro G. N. Santos Trincão Edwards | Gonçalo Inácio (52)    |
| Adán G. Inácio M. Reis S. Coates Arthur Ugarte Morita Pedro G. N. Santos Trincão Edwards | Sebastián Coates (44)  |
| Adán G. Inácio M. Reis S. Coates Arthur Ugarte Morita Pedro G. N. Santos Trincão Edwards | Matheus Reis (51)      |
| Adán G. Inácio M. Reis S. Coates Arthur Ugarte Morita Pedro G. N. Santos Trincão Edwards | Arthur (38)            |
| Adán G. Inácio M. Reis S. Coates Arthur Ugarte Morita Pedro G. N. Santos Trincão Edwards | Manuel Ugarte (47)     |
| Adán G. Inácio M. Reis S. Coates Arthur Ugarte Morita Pedro G. N. Santos Trincão Edwards | Hidemasa Morita (41)   |
| Adán G. Inácio M. Reis S. Coates Arthur Ugarte Morita Pedro G. N. Santos Trincão Edwards | Pedro Gonçalves (51)   |
| Adán G. Inácio M. Reis S. Coates Arthur Ugarte Morita Pedro G. N. Santos Trincão Edwards | Nuno Santos (49)       |
| Adán G. Inácio M. Reis S. Coates Arthur Ugarte Morita Pedro G. N. Santos Trincão Edwards | Francisco Trincão (52) |
| Adán G. Inácio M. Reis S. Coates Arthur Ugarte Morita Pedro G. N. Santos Trincão Edwards | Marcus Edwards (51)    |
| Altri giocatori: Ricardo Esgaio (38), Paulinho (37), Jerry St. Juste (32), Youssef Chermiti (22), Rochinha (20), Ousmane Diomande (17), Mateo Tanlongo (14), Sōtīrīs Alexandropoulos (14), Héctor Bellerín (13), Abdul Fatawu (12), Dário Essugo (10), Jovane Cabral (10), Franco Israel (8), Luís Neto (7), Mateus Fernandes (7), Flávio Nazinho (6), Rodrigo Ribeiro (2), Chico Lamba (1) |                        |

## Calciomercato

### Sessione estiva
| Acquisti         | Acquisti                | Acquisti            | Acquisti                       |
| R.               | Nome                    | da                  | Modalità                       |
| ---------------- | ----------------------- | ------------------- | ------------------------------ |
| P                | Franco Israel           | Juventus U23        | definitivo (0,65 milioni €)    |
| D                | Jerry St. Juste         | Magonza             | definitivo (9,5 milioni €)     |
| C                | Sōtīrīs Alexandropoulos | Panathīnaïkos       | definitivo (4,5 milioni €)     |
| C                | Hidemasa Morita         | Santa Clara         | definitivo (3,8 milioni €)     |
| C                | Rochinha                | Vitória Guimarães   | definitivo (2 milioni €)       |
| A                | Arthur Gomes Lourenço   | Estoril Praia       | definitivo (4 milioni €)       |
| A                | Francisco Trincão       | Barcellona          | prestito oneroso (3 milioni €) |
| Altre operazioni |                         |                     |                                |
| R.               | Nome                    | da                  | Modalità                       |
| D                | Eduardo Henrique        | Al-Ra'ed            | fine prestito                  |
| D                | Nuno Mendes             | Paris Saint-Germain | fine prestito                  |
| D                | Pedro Porro             | Manchester City     | definitivo (8,5 milioni €)     |
| D                | Eduardo Quaresma        | Tondela             | fine prestito                  |
| D                | Valentin Rosier         | Beşiktaş            | fine prestito                  |
| D                | Tiago Ilori             | Boavista            | fine prestito                  |
| D                | Rúben Vinagre           | Wolverhampton       | definitivo (10 milioni €)      |
| C                | Rodrigo Battaglia       | Maiorca             | fine prestito                  |
| C                | Idrissa Doumbia         | Zulte Waregem       | fine prestito                  |
| C                | Gonzalo Plata           | Real Valladolid     | fine prestito                  |
| A                | Rafael Camacho          | Belenenses SAD      | fine prestito                  |
| A                | Jovane Cabral           | Lazio               | fine prestito                  |
| A                | Pedro Marques           | Famalicão           | fine prestito                  |
| A                | Pedro Mendes            | Rio Ave             | fine prestito                  |
| A                | Luiz Phellype           | OFI Creta           | fine prestito                  |
| A                | Andraž Šporar           | Middlesbrough       | fine prestito                  |

| Cessioni         | Cessioni          | Cessioni            | Cessioni                   |
| R.               | Nome              | a                   | Modalità                   |
| ---------------- | ----------------- | ------------------- | -------------------------- |
| P                | João Virgínia     | Everton             | fine prestito              |
| D                | Zouhair Feddal    |                     | svincolato                 |
| D                | Nuno Mendes       | Paris Saint-Germain | definitivo (38 milioni €)  |
| D                | Rúben Vinagre     | Everton             | prestito                   |
| C                | Matheus Nunes     | Wolverhampton       | definitivo (45 milioni €)  |
| C                | João Palhinha     | Fulham              | definitivo (20 milioni €)  |
| C                | Pablo Sarabia     | Paris Saint-Germain | fine prestito              |
| A                | Islam Slimani     |                     | svincolato                 |
| A                | Bruno Tabata      | Palmeiras           | definitivo (5 milioni €)   |
| Altre operazioni |                   |                     |                            |
| R.               | Nome              | a                   | Modalità                   |
| P                | Renan Ribeiro     |                     | svincolato                 |
| D                | Gonçalo Esteves   | Estoril Praia       | prestito                   |
| D                | Pedro Porro       | Manchester City     | fine prestito              |
| D                | Eduardo Quaresma  | Hoffenheim          | prestito                   |
| D                | Valentin Rosier   | Beşiktaş            | definitivo (5,1 milioni €) |
| D                | Tiago Ilori       | Paços Ferreira      | prestito                   |
| D                | Rúben Vinagre     | Wolverhampton       | fine prestito              |
| C                | Rodrigo Battaglia | Maiorca             | gratuito                   |
| C                | Idrissa Doumbia   | Alanyaspor          | prestito                   |
| C                | Gonzalo Plata     | Real Valladolid     | definitivo (3 milioni €)   |
| A                | Rafael Camacho    | Arīs Salonicco      | prestito                   |
| A                | Pedro Marques     | N.E.C.              | gratuito                   |
| A                | Luiz Phellype     | FC Tokyo            | prestito                   |
| A                | Andraž Šporar     | Panathīnaïkos       | definitivo (3,5 milioni €) |

### Sessione invernale
| Acquisti         | Acquisti         | Acquisti        | Acquisti                   |
| R.               | Nome             | da              | Modalità                   |
| ---------------- | ---------------- | --------------- | -------------------------- |
| D                | Héctor Bellerín  | Barcellona      | definitivo (1 milione €)   |
| D                | Ousmane Diomande | Midtjylland     | definitivo (7,5 milioni €) |
| C                | Mateo Tanlongo   | Rosario Central | gratuito                   |
| Altre operazioni |                  |                 |                            |
| R.               | Nome             | da              | Modalità                   |
| D                | Gonçalo Esteves  | Estoril Praia   | fine prestito              |
| A                | Luiz Phellype    | FC Tokyo        | fine prestito              |

| Cessioni         | Cessioni      | Cessioni       | Cessioni                       |
| R.               | Nome          | a              | Modalità                       |
| ---------------- | ------------- | -------------- | ------------------------------ |
| D                | José Marsà    | Sporting Gijón | prestito                       |
| D                | Pedro Porro   | Tottenham      | prestito oneroso (5 milioni €) |
| Altre operazioni |               |                |                                |
| R.               | Nome          | a              | Modalità                       |
| A                | Luiz Phellype | OFI Creta      | gratuito                       |

## Risultati

### Primeira Liga

#### Girone di andata
| Arbitro: | Veríssimo (Leiria) |

|                                     |           |                                       |
| Banza 14’ Niakaté 45+1’ A. Ruiz 88’ | Marcatori | 9’ Pedro G. 18’ N. Santos 83’ Edwards |

| Arbitro: | Mota (Braga) |

|                                  |           |  |
| Pedro G. 36’, 75’ Matheus N. 66’ | Marcatori |  |

| Arbitro: | Almeida (Algarve) |

|                                       |           |  |
| Evanilson 42’ M. Uribe 78’ Galeno 86’ | Marcatori |  |

| Arbitro: | Narciso (Setúbal) |

|  |           |                            |
|  | Marcatori | 60’ S. Vitória 64’ Juninho |

| Arbitro: | Oliveira (Porto) |

|  |           |                           |
|  | Marcatori | 13’ St. Juste 21’ Edwards |

| Arbitro: | Pereira (Aveiro) |

|                                            |           |  |
| Trincão 7’, 41’ Pedro G. 72’ N. Santos 76’ | Marcatori |  |

| Arbitro: | Pinheiro (Braga) |

|                               |           |             |
| B. Lourenço 45+2’, 83’ (rig.) | Marcatori | 55’ Edwards |

| Arbitro: | Martins (Lisbona) |

|                                      |           |            |
| Morita 16’ Pedro G. 22’ Rochinha 82’ | Marcatori | 90+3’ Fran |

| Arbitro: | Soares Dias (Porto) |

|              |           |                          |
| Tagawa 90+5’ | Marcatori | 29’ Morita 90’ N. Santos |

| Arbitro: | Malheiro (Lisbona) |

|                                         |           |             |
| Paulinho 57’ N. Santos 59’ Pedro G. 65’ | Marcatori | 43’ Clayton |

| Arbitro: | Rui Costa (Porto) |

|           |           |  |
| Basso 47’ | Marcatori |  |

| Arbitro: | Mota (Braga) |

|                             |           |  |
| Edwards 34’, 55’ Morita 40’ | Marcatori |  |

| Arbitro: | Soares Dias (Porto) |

|              |           |                                   |
| I. Jaime 79’ | Marcatori | 43’ Trincão 45+3’ (rig.) Pedro G. |

| Arbitro: | Nobre (Leiria) |

|                                        |           |  |
| P. Porro 3’ N. Santos 22’ Paulinho 44’ | Marcatori |  |

| Arbitro: | Malheiro (Lisbona) |

|                   |           |  |
| Cláudio Winck 55’ | Marcatori |  |

| Arbitro: | Soares Dias (Porto) |

|                   |           |                             |
| G. Ramos 37’, 63’ | Marcatori | 27’ (aut.) Bah 52’ Pedro G. |

| Arbitro: | Rui Costa (Porto) |

|                                    |           |            |
| Pedro G. 59’ P. Porro 90+5’ (rig.) | Marcatori | 75’ Méndez |

#### Girone di ritorno
| Arbitro: | Almeida (Algarve) |

|                                                                 |           |  |
| Morita 8’, 46’ Edwards 61’ Matheus R. 85’ Pedro G. 90+2’ (rig.) | Marcatori |  |

| Arbitro: | Mota (Braga) |

|  |           |              |
|  | Marcatori | 84’ Chermiti |

| Arbitro: | Soares Dias (Porto) |

|                |           |                         |
| Chermiti 90+7’ | Marcatori | 60’ M. Uribe 90+4’ Pepê |

| Arbitro: | Nobre (Leiria) |

|                              |           |                                       |
| J. Teixeira 34’ Héctor 90+6’ | Marcatori | 8’ (rig.), 61’ Pedro G. 70’ N. Santos |

| Arbitro: | Mota (Braga) |

|                          |           |  |
| Bellerín 40’ Trincão 51’ | Marcatori |  |

| Arbitro: | Correia (Porto) |

|  |           |              |
|  | Marcatori | 77’ Paulinho |

| Arbitro: | Pinheiro (Braga) |

|                                                  |           |  |
| N. Santos 17’ Salvador 43’ (aut.) Paulinho 90+3’ | Marcatori |  |

| Barcelos 5 aprile 2023, ore 20:15 WEST 25ª giornata | Gil Vicente       | 0 – 0 referto | Sporting Lisbona | Estádio Cidade de Barcelos (8 076 spett.)\| Arbitro: \| Almeida (Algarve) \| |
| Arbitro:                                            | Almeida (Algarve) |               |                  |                                                                              |

| Arbitro: | Narciso (Setúbal) |

|                                      |           |  |
| Paulinho 14’ Trincão 22’ Edwards 52’ | Marcatori |  |

| Arbitro: | Veríssimo (Leiria) |

|                                      |           |                                   |
| R. Martins 8’ Soma 45+1’ Felippe 62’ | Marcatori | 1’, 39’, 85’ Trincão 48’ Pedro G. |

| Arbitro: | Ferreira (Braga) |

|                     |           |            |
| Pedro G. 87’ (rig.) | Marcatori | 38’ Antony |

| Arbitro: | Godinho (Évora) |

|  |           |                           |
|  | Marcatori | 47’ Pedro G. 90+3’ Arthur |

| Arbitro: | Oliveira (Porto) |

|                         |           |                      |
| Morita 5’ R. Esgaio 60’ | Marcatori | 69’ (aut.) S. Coates |

| Arbitro: | Almeida (Algarve) |

|  |           |                                                             |
|  | Marcatori | 7’ (aut.) Marafona 33’ N. Santos 61’ Trincão 90+2’ Chermiti |

| Arbitro: | Martins (Lisbona) |

|                                    |           |              |
| Matheus 85’ (aut.) S. Coates 90+3’ | Marcatori | 10’ V. Costa |

| Arbitro: | Pinheiro (Braga) |

|                          |           |                            |
| Trincão 39’ Diomande 44’ | Marcatori | 71’ Aursnes 90+7’ J. Neves |

| Arbitro: | Pereira (Aveiro) |

|            |           |                                       |
| Osmajić 6’ | Marcatori | 20’ G. Inácio 85’ (aut.) I. Fernandes |

### Taça de Portugal
| Arbitro: | Costa (Viana do Castelo) |

|                |           |  |
| João Faria 70’ | Marcatori |  |

### Taça da Liga

#### Fase a gironi
| Arbitro: | Almeida (Algarve) |

|                                                                         |           |  |
| Paulinho 20’, 22’ Edwards 39’ Pedro G. 48’ Arthur 75’ Mateus 84’ (rig.) | Marcatori |  |

| Arbitro: | Nogueira (Lisbona) |

|  |           |                                  |
|  | Marcatori | 63’ G. Inácio 72’ (aut.) Boateng |

| Arbitro: | Narciso (Setúbal) |

|                                                        |           |  |
| Paulinho 1’, 15’, 31’ P. Porro 73’ M. Silva 86’ (aut.) | Marcatori |  |

#### Fase a eliminazione diretta
| Arbitro: | Godinho (Évora) |

|                                                                               |           |  |
| G. Inácio 4’ Paulinho 7’ Pedro G. 20’ (rig.) Trincão 41’ Edwards 45+4’ (rig.) | Marcatori |  |

| Arbitro: | Veríssimo (Leiria) |

|             |           |                     |
| Dabbagh 58’ | Marcatori | 45+7’, 82’ Paulinho |

| Arbitro: | Pinheiro (Braga) |

|  |           |                           |
|  | Marcatori | 10’ Eustáquio 86’ Marcano |

### Champions League

#### Fase a gironi
| Arbitro: | Grinfeld |

|  |           |                                       |
|  | Marcatori | 65’ Edwards 67’ Trincão 82’ N. Santos |

| Arbitro: | Jovanović |

|                           |           |  |
| Paulinho 90’ Arthur 90+3’ | Marcatori |  |

| Arbitro: | Massa |

|                                             |           |            |
| Alexis 13’ Harit 16’ Balerdi 28’ Mbemba 84’ | Marcatori | 1’ Trincão |

| Arbitro: | Hernández Hernández |

|  |           |                                 |
|  | Marcatori | 20’ (rig.) Guendouzi 30’ Alexis |

| Arbitro: | Makkelie |

|               |           |             |
| Bentancur 80’ | Marcatori | 22’ Edwards |

| Arbitro: | Vinčić |

|            |           |                                  |
| Arthur 39’ | Marcatori | 62’ (rig.) Kamada 72’ Kolo Muani |

### Europa League

#### Fase a eliminazione diretta
| Arbitro: | Letexier |

|                 |           |            |
| S. Coates 90+4’ | Marcatori | 77’ Ashour |

| Arbitro: | Kružliak |

|  |           |                                                       |
|  | Marcatori | 21’ S. Coates 50’, 77’ Pedro G. 85’ (aut.) Gartenmann |

| Arbitro: | Stieler |

|                            |           |                              |
| G. Inácio 34’ Paulinho 55’ | Marcatori | 22’ Saliba 62’ (aut.) Morita |

| Arbitro: | Mateu Lahoz |

|                                   |                      |                                             |
| Xhaka 19’                         | Marcatori            | 62’ Pedro G.                                |
| Ødegaard Saka Trossard Martinelli | Tiri di rigore 3 – 5 | St. Juste Esgaio G. Inácio Arthur N. Santos |

| Arbitro: | Meler |

|           |           |  |
| Gatti 73’ | Marcatori |  |

| Arbitro: | Letexier |

|                    |           |           |
| Edwards 20’ (rig.) | Marcatori | 9’ Rabiot |

## Statistiche

### Statistiche di squadra
| Competizione     | Punti | In casa | In casa | In casa | In casa | In casa | In casa | In trasferta | In trasferta | In trasferta | In trasferta | In trasferta | In trasferta | Totale | Totale | Totale | Totale | Totale | Totale | DR  |
| Competizione     | Punti | G       | V       | N       | P       | Gf      | Gs      | G            | V            | N            | P            | Gf           | Gs           | G      | V      | N      | P      | Gf     | Gs     | DR  |
| ---------------- | ----- | ------- | ------- | ------- | ------- | ------- | ------- | ------------ | ------------ | ------------ | ------------ | ------------ | ------------ | ------ | ------ | ------ | ------ | ------ | ------ | --- |
| Primeira Liga    | 74    | 17      | 13      | 2       | 2       | 42      | 12      | 17           | 10           | 3            | 4            | 29           | 20           | 34     | 23     | 5      | 6      | 71     | 32     | +39 |
| Taça de Portugal | -     | -       | -       | -       | -       | -       | -       | 1            | 0            | 0            | 1            | 0            | 1            | 1      | 0      | 0      | 1      | 0      | 1      | -1  |
| Taça da Liga     | 9     | 3       | 3       | 0       | 0       | 16      | 0       | 1            | 1            | 0            | 0            | 2            | 0            | 6      | 5      | 0      | 1      | 20     | 3      | +17 |
| Champions League | 7     | 3       | 1       | 0       | 2       | 3       | 4       | 3            | 1            | 1            | 1            | 5            | 5            | 6      | 2      | 1      | 3      | 8      | 9      | -1  |
| Europa League    | -     | 3       | 0       | 3       | 0       | 4       | 4       | 3            | 1            | 1            | 1            | 5            | 2            | 6      | 1      | 4      | 1      | 9      | 6      | +3  |
| Totale           | -     | 26      | 17      | 5       | 4       | 65      | 20      | 25           | 13           | 5            | 7            | 41           | 28           | 53     | 31     | 10     | 12     | 108    | 51     | +57 |

### Andamento in campionato
| Giornata  | 1 | 2 | 3  | 4  | 5 | 6 | 7 | 8 | 9 | 10 | 11 | 12 | 13 | 14 | 15 | 16 | 17 | 18 | 19 | 20 | 21 | 22 | 23 | 24 | 25 | 26 | 27 | 28 | 29 | 30 | 31 | 32 | 33 | 34 |
| --------- | - | - | -- | -- | - | - | - | - | - | -- | -- | -- | -- | -- | -- | -- | -- | -- | -- | -- | -- | -- | -- | -- | -- | -- | -- | -- | -- | -- | -- | -- | -- | -- |
| Luogo     | T | C | T  | C  | T | C | T | C | T | C  | T  | C  | T  | C  | T  | T  | C  | C  | T  | C  | T  | C  | T  | C  | T  | C  | T  | C  | T  | C  | T  | C  | C  | T  |
| Risultato | N | V | P  | P  | V | V | P | V | V | V  | P  | V  | V  | V  | P  | N  | V  | V  | V  | P  | V  | V  | V  | V  | N  | V  | V  | N  | V  | V  | V  | V  | N  | V  |
| Posizione | 8 | 5 | 12 | 13 | 8 | 7 | 8 | 7 | 6 | 4  | 5  | 5  | 4  | 4  | 4  | 4  | 4  | 4  | 4  | 4  | 4  | 4  | 4  | 4  | 4  | 4  | 4  | 4  | 4  | 4  | 4  | 4  | 4  | 4  |

Legenda:

Luogo: C = Casa; T = Trasferta. Risultato: V = Vittoria; N = Pareggio; P = Sconfitta.

### Statistiche dei giocatori
In corsivo i calciatori che hanno lasciato la squadra a stagione in corso.
| Giocatore    | Primeira Liga | Primeira Liga | Primeira Liga | Primeira Liga | Taça de Portugal + Taça da Liga | Taça de Portugal + Taça da Liga | Taça de Portugal + Taça da Liga | Taça de Portugal + Taça da Liga | Champions League | Champions League | Champions League | Champions League | Europa League | Europa League | Europa League | Europa League | Totale   | Totale | Totale      | Totale     |
| Giocatore    | Presenze      | Reti          | Ammonizioni   | Espulsioni    | Presenze                        | Reti                            | Ammonizioni                     | Espulsioni                      | Presenze         | Reti             | Ammonizioni      | Espulsioni       | Presenze      | Reti          | Ammonizioni   | Espulsioni    | Presenze | Reti   | Ammonizioni | Espulsioni |
| ------------ | ------------- | ------------- | ------------- | ------------- | ------------------------------- | ------------------------------- | ------------------------------- | ------------------------------- | ---------------- | ---------------- | ---------------- | ---------------- | ------------- | ------------- | ------------- | ------------- | -------- | ------ | ----------- | ---------- |
| A. Adán      | 31            | -29           | 5             | 1             | 0+4                             | -0+-3                           | 0+0                             | 0+0                             | 5                | -5               | 0                | 1                | 6             | -6            | 0             | 0             | 46       | -43    | 5           | 2          |
| Arthur       | 24            | 1             | 0             | 0             | 0+6                             | 0+1                             | 0+0                             | 0+0                             | 3                | 2                | 0                | 0                | 5             | 0             | 0             | 0             | 38       | 4      | 0           | 0          |
| H. Bellerín  | 10            | 1             | 1             | 0             | -+-                             | -+-                             | -+-                             | -+-                             | -                | -                | -                | -                | 3             | 0             | 0             | 0             | 13       | 1      | 1           | 0          |
| D. Bragança  | 0             | 0             | 0             | 0             | 0+0                             | 0+0                             | 0+0                             | 0+0                             | 0                | 0                | 0                | 0                | 0             | 0             | 0             | 0             | 0        | 0      | 0           | 0          |
| Y. Chermiti  | 16            | 3             | 4             | 0             | 0+1                             | 0+0                             | 0+0                             | 0+0                             | 0                | 0                | 0                | 0                | 5             | 0             | 0             | 0             | 22       | 3      | 4           | 0          |
| Chico        | 1             | 0             | 0             | 0             | 0+0                             | 0+0                             | 0+0                             | 0+0                             | 0                | 0                | 0                | 0                | 0             | 0             | 0             | 0             | 1        | 0      | 0           | 0          |
| S. Coates    | 30            | 1             | 7             | 0             | 0+4                             | 0+0                             | 0+0                             | 0+0                             | 5                | 0                | 1                | 0                | 5             | 2             | 1             | 0             | 44       | 3      | 9           | 0          |
| O. Diomande  | 13            | 1             | 3             | 0             | -+-                             | -+-                             | -+-                             | -+-                             | -                | -                | -                | -                | 4             | 0             | 1             | 0             | 17       | 1      | 4           | 0          |
| M. Edwards   | 33            | 7             | 4             | 0             | 1+5                             | 0+2                             | 0+0                             | 0+0                             | 6                | 2                | 0                | 0                | 6             | 1             | 1             | 0             | 51       | 12     | 5           | 0          |
| R. Esgaio    | 25            | 1             | 6             | 0             | 0+4                             | 0+0                             | 0+0                             | 0+0                             | 3                | 0                | 3                | 1                | 6             | 0             | 1             | 0             | 38       | 1      | 10          | 1          |
| D. Essugo    | 4             | 0             | 0             | 1             | 0+3                             | 0+0                             | 0+3                             | 0+0                             | 1                | 0                | 0                | 0                | 2             | 0             | 0             | 0             | 10       | 0      | 3           | 1          |
| A. Fatawu    | 6             | 0             | 2             | 0             | 1+2                             | 0+0                             | 0+0                             | 0+0                             | 2                | 0                | 0                | 0                | 1             | 0             | 0             | 0             | 12       | 0      | 2           | 0          |
| G. Inácio    | 33            | 1             | 4             | 0             | 1+6                             | 0+2                             | 0+0                             | 0+0                             | 6                | 0                | 1                | 0                | 6             | 1             | 1             | 0             | 52       | 4      | 6           | 0          |
| F. Israel    | 3             | -3            | 0             | 0             | 1+2                             | -1+-0                           | 0+0                             | 0+0                             | 2                | -4               | 0                | 0                | 0             | 0             | 0             | 0             | 8        | -8     | 0           | 0          |
| Jovane       | 4             | 0             | 1             | 0             | 1+4                             | 0+0                             | 0+0                             | 0+0                             | 1                | 0                | 0                | 0                | -             | -             | -             | -             | 10       | 0      | 1           | 0          |
| J. Marsà     | 2             | 0             | 0             | 0             | 1+2                             | 0+0                             | 0+1                             | 0+0                             | 2                | 0                | 0                | 0                | -             | -             | -             | -             | 7        | 0      | 1           | 0          |
| Mateus F.    | 3             | 0             | 0             | 0             | 0+2                             | 0+1                             | 0+1                             | 0+0                             | 1                | 0                | 0                | 0                | 1             | 0             | 0             | 0             | 7        | 1      | 1           | 0          |
| Matheus N.   | 2             | 1             | 1             | 0             | -+-                             | -+-                             | -+-                             | -+-                             | -                | -                | -                | -                | -             | -             | -             | -             | 2        | 1      | 1           | 0          |
| H. Morita    | 29            | 6             | 4             | 0             | 1+2                             | 0+0                             | 0+0                             | 0+0                             | 5                | 0                | 2                | 0                | 4             | 0             | 1             | 0             | 41       | 6      | 7           | 0          |
| F. Nazinho   | 3             | 0             | 0             | 0             | 0+0                             | 0+0                             | 0+0                             | 0+0                             | 3                | 0                | 0                | 0                | 0             | 0             | 0             | 0             | 6        | 0      | 0           | 0          |
| L. Neto      | 6             | 0             | 1             | 0             | 0+0                             | 0+0                             | 0+0                             | 0+0                             | 1                | 0                | 0                | 0                | 0             | 0             | 0             | 0             | 7        | 0      | 1           | 0          |
| A. Paulo     | 0             | -0            | 0             | 0             | 0+0                             | -0+-0                           | 0+0                             | 0+0                             | 0                | -0               | 0                | 0                | 0             | 0             | 0             | 0             | 0        | 0      | 0           | 0          |
| Paulinho     | 22            | 5             | 3             | 0             | 1+5                             | 0+8                             | 0+2                             | 0+1                             | 5                | 1                | 0                | 0                | 4             | 1             | 0             | 0             | 37       | 15     | 5           | 1          |
| Pedro G.     | 33            | 15            | 8             | 0             | 1+6                             | 0+2                             | 0+1                             | 0+0                             | 5                | 0                | 2                | 1                | 6             | 3             | 0             | 0             | 51       | 20     | 11          | 1          |
| P. Porro     | 14            | 2             | 4             | 1             | 1+6                             | 0+1                             | 0+2                             | 0+0                             | 5                | 0                | 1                | 0                | -             | -             | -             | -             | 26       | 3      | 7           | 1          |
| M. Reis      | 33            | 2             | 4             | 0             | 1+6                             | 0+0                             | 0+1                             | 0+0                             | 6                | 0                | 2                | 0                | 5             | 0             | 0             | 0             | 51       | 2      | 7           | 0          |
| R. Ribeiro   | 2             | 0             | 0             | 0             | 0+0                             | 0+0                             | 0+0                             | 0+0                             | 0                | 0                | 0                | 0                | 0             | 0             | 0             | 0             | 2        | 0      | 0           | 0          |
| Rochinha     | 16            | 1             | 2             | 0             | 1+2                             | 0+0                             | 1+0                             | 0+0                             | 1                | 0                | 0                | 0                | 0             | 0             | 0             | 0             | 20       | 1      | 3           | 0          |
| N. Santos    | 31            | 8             | 5             | 0             | 1+5                             | 0+0                             | 0+0                             | 0+0                             | 6                | 1                | 2                | 0                | 6             | 0             | 0             | 0             | 49       | 9      | 7           | 0          |
| Sōtīrīs      | 6             | 0             | 0             | 0             | 1+4                             | 0+0                             | 1+2                             | 0+0                             | 3                | 0                | 0                | 0                | 0             | 0             | 0             | 0             | 14       | 0      | 3           | 0          |
| J. St. Juste | 21            | 1             | 3             | 0             | 0+2                             | 0+0                             | 0+0                             | 0+0                             | 4                | 0                | 1                | 0                | 5             | 0             | 0             | 0             | 32       | 1      | 4           | 0          |
| M. Tanlongo  | 9             | 0             | 1             | 0             | -+2                             | -+0                             | -+1                             | -+0                             | -                | -                | -                | -                | 3             | 0             | 1             | 0             | 14       | 0      | 3           | 0          |
| F. Trincão   | 34            | 10            | 2             | 0             | 1+5                             | 0+1                             | 1+0                             | 0+0                             | 6                | 2                | 0                | 0                | 6             | 0             | 0             | 0             | 52       | 13     | 3           | 0          |
| M. Ugarte    | 31            | 0             | 11            | 0             | 1+5                             | 0+0                             | 0+1                             | 0+0                             | 6                | 0                | 1                | 0                | 4             | 0             | 4             | 1             | 47       | 0      | 17          | 1          |